# Ново-Троїцьке
Ново-Тро́їцьке (каз. Ново-Троицкое) — село у складі Усть-Каменогорської міської адміністрації Східноказахстанської області Казахстану.
Населення — 444 особи (2009; 474 у 1999, 460 у 1989).
Національний склад станом на 1989 рік:
- росіяни — 68 %
- казахи — 28 %

Станом на 1989 рік село називалось Новотрроїцьк, у радянські часи мало також назву Новотроїцьке.